# Amancio (ort i Kuba)
Amancio är en ort i Kuba.   Den ligger i provinsen Las Tunas, i den sydöstra delen av landet, 600 km sydost om huvudstaden Havanna. Amancio ligger 33 meter över havet och antalet invånare är 41 523.
Terrängen runt Amancio är platt. Runt Amancio är det ganska tätbefolkat, med 60 invånare per kvadratkilometer. Det finns inga andra samhällen i närheten. Omgivningarna runt Amancio är en mosaik av jordbruksmark och naturlig växtlighet.